# Peperomia parhamii
Peperomia parhamii är en pepparväxtart som beskrevs av Truman George Yuncker. Peperomia parhamii ingår i släktet peperomior, och familjen pepparväxter. Inga underarter finns listade i Catalogue of Life.